# Горска теменуга
Горска теменуга (Viola odorata), известна и като миризлива теменуга, е многогодишно тревисто растение от род Теменуга. Включено е в списъка на лечебните растения съгласно Закона за лечебните растения.

## Етимология
Името „миризлива теменуга“ носи заради уханието, което има, различаващо я от трицветната теменуга.

## Описание
Горската теменуга има силно разклонено коренище, без надземно стъбло, с розетка от листа и 10 – 25 cm дълги вкореняващи се надземни издънки. Листата са с дълги дръжки, закръглено бъбрековидни с яйцевидно бъбрековидни, в основата дълбоко и тясно, сърцевидни, плитко, ситно и тъпо назъбени. Цветовете са разположени по един в пазвите на розетковите листа, 1,5 – 2,5 cm високи, виолетови или сини, рядко бели, с приятна миризма. Плодът е многосеменна широко яйцевидна до сферична кутийка, разпукваща се при узряванехна 3 дяла.
Цъфти март – април

## Медицинска употреба
Теменугата някога се е употребявала против камъни в бъбреците и пикочния мехур и против запек. Цветовете са полезни за лекуване на астма, епилепсия и при други нервни припадъци. Настойката от пресни цветове се употребява против преумора, виене на свят, шум в ушите, сърцебиене и болки в гърдите. От чистата настойка се дават по две капки в малко вода 3 – 4 пъти на ден.

## Разпространение
Расте из просветлени листопадни гори и храсталаци в цялата страна до към 1000 м надморска височина.